# Southall
Southall es un barrio del municipio londinense de Ealing. Se encuentra a unos 17 km (10,7 mi) al este de Charing Cross, Londres, Reino Unido. Según el censo de 2011 contaba con una población de 55 060 habitantes.